# Pseudolarentia bitrita
Pseudolarentia bitrita là một loài bướm đêm trong họ Geometridae.